# Promachus maculosus
Promachus maculosus är en tvåvingeart som först beskrevs av Macquart 1834.  Promachus maculosus ingår i släktet Promachus och familjen rovflugor.
Artens utbredningsområde är Filippinerna. Inga underarter finns listade i Catalogue of Life.